# شهرستان له پی-دان-او
شهرستان له پی-دان-او (به انگلیسی: Les Pays-d'en-Haut Regional County Municipality) یک منطقهٔ مسکونی در کانادا است که در ناحیه لورانتید واقع شده‌است. شهرستان له پی-دان-او ۷۳۷٫۴۰ کیلومتر مربع مساحت و ۴۰٬۳۳۱ نفر جمعیت دارد.